# Comendo
Comendo A/S var en dansk it-koncern, som blev grundlagt i 2002 af iværksætteren Martin Sundahl.
Selskabet var tidlig til at udviklede et antivirus- og filter for beskyttelse af virksomheders brug af af email, hvilket gav selskabet en kraftig vækst i nye kunder, på et marked med få løsninger. Selskabet opkøbte en række andre it-firmaer , og blev i 2006 noteret på Københavns fondsbørs, Nasdaq OMX. Selskabet udvidede sine aktiviteter fra it-sikkerhed til også at omfatte datanetværk, IP-telefoni og hosting. Efter udvidelsen af aktiviteterne oplever selskabet udfordinger med at nå sine høje vækstmål. Selskabets oprindelige kerneforretning, it-sikkerhed udbydes i en række lande med kontorer i Norge, Sverige, USA og Emiraterne. I 2010 oplyser selskabet at have mere end 30.000 erhvervskunder og påbegynder en ny strategi med øget fokus på den oprindelige kerneforretning indenfor it-sikkerhed. I den efterfølgende periode frasælges forretningsområderne datanetværk og IP-telefoni. Ved udgangen af 2014 sælger Comendo-koncernen alle sine datterselskaber til amerikanske Ziff Davis Inc. tidligere J2 Global.